# Kostel Povýšení svatého Kříže (Choustníkovo Hradiště)
Kostel Povýšení svatého Kříže je římskokatolický filiální kostel v Choustníkově Hradišti, patřící do farnosti - děkanství Dvůr Králové nad Labem. Je chráněn jako kulturní památka České republiky.

## Historie
Na začátku 16. století stála na místě dnešního kostela dřevěná kaple. V 17. století místo ní dala vystavět šlechtična neznámého jména kamenný kostelík, připomínaný v roce 1637. Současný pozdně barokní kostel byl postaven v letech 1760–1770 podle plánů trutnovského stavitele Leopolda Niederröckera. Kostel nechal vystavět jeho patron J. Ch. Sweerts-Sporck. Vysvěcen byl 14. října 1770 královéhradeckým biskupem Františkem Chorinským z Ledské (podle nápisu na dřevěné desce v kněžišti).

## Architektura
Mohutná stavba barokního slohu s vysokou lodí. Nad chrámem se tyčí vysoká štíhlá věž. V hrobce pod věží jsou pochovány, kromě jiných osob, řeholnice z místního bývalého kláštera a místní faráři. Na jižní straně stavby - vchodu do kostela je pravoúhlý portál s kamenným hladkým rámem. Nahoře je tabulový nástavec s rodovými erby Sporcků a Sweertsů, který je zakončen zalamovanou římsou.

## Interiér
Největší ozdobou chrámu je hlavní oltář, nad nímž se vypíná veliký dřevěný kříž. V interiéru kostela je reliéf s vyobrazením rytíře a nápisem: „Leta panie 1592 w patek po pamatce sw. Katerziny przed samou 24 hodinou dokonal tu ziwot na zamku swem Hradiffti Herzmanovu chautfniku urozeny a statecny rytirz pan Albrecht Pecingar z Budzina."

## Mobiliář
Cínová křtitelnice z roku 1732 s reliéfy sv. Floriána, Josefa, Jana Nepomuckého a Václava.

## Bohoslužby
Bohoslužby se konají pouze příležitostně.

## Okolí kostela
Barokní fara je z roku 1723, podle jiných pramenů z roku 1731. Fara je mohutná čtvercová stavba s širokými zdmi a obloukovou krytá předsíní u vchodu.